# جاك هويل
جاك هويل (بالإنجليزية: Jack Howell)‏ هو سباح أمريكي، ولد في 29 يناير 1899 في سان فرانسيسكو في الولايات المتحدة، وتوفي في 25 فبراير 1967 في لوس أنجلوس في الولايات المتحدة.

## وصلات خارجية
- جاك هويل على موقع اللجنة الأولمبية الدولية (الإنجليزية)
- جاك هويل على موقع أوليمبيديا (الإنجليزية)